# Санта Луча (Авелино)
Санта Луча је насеље у Италији у округу Авелино, региону Кампанија.
Према процени из 2011. у насељу је живело 330 становника. Насеље се налази на надморској висини од 724 м.